# Sylvius Ferdinand von Stwolinsky

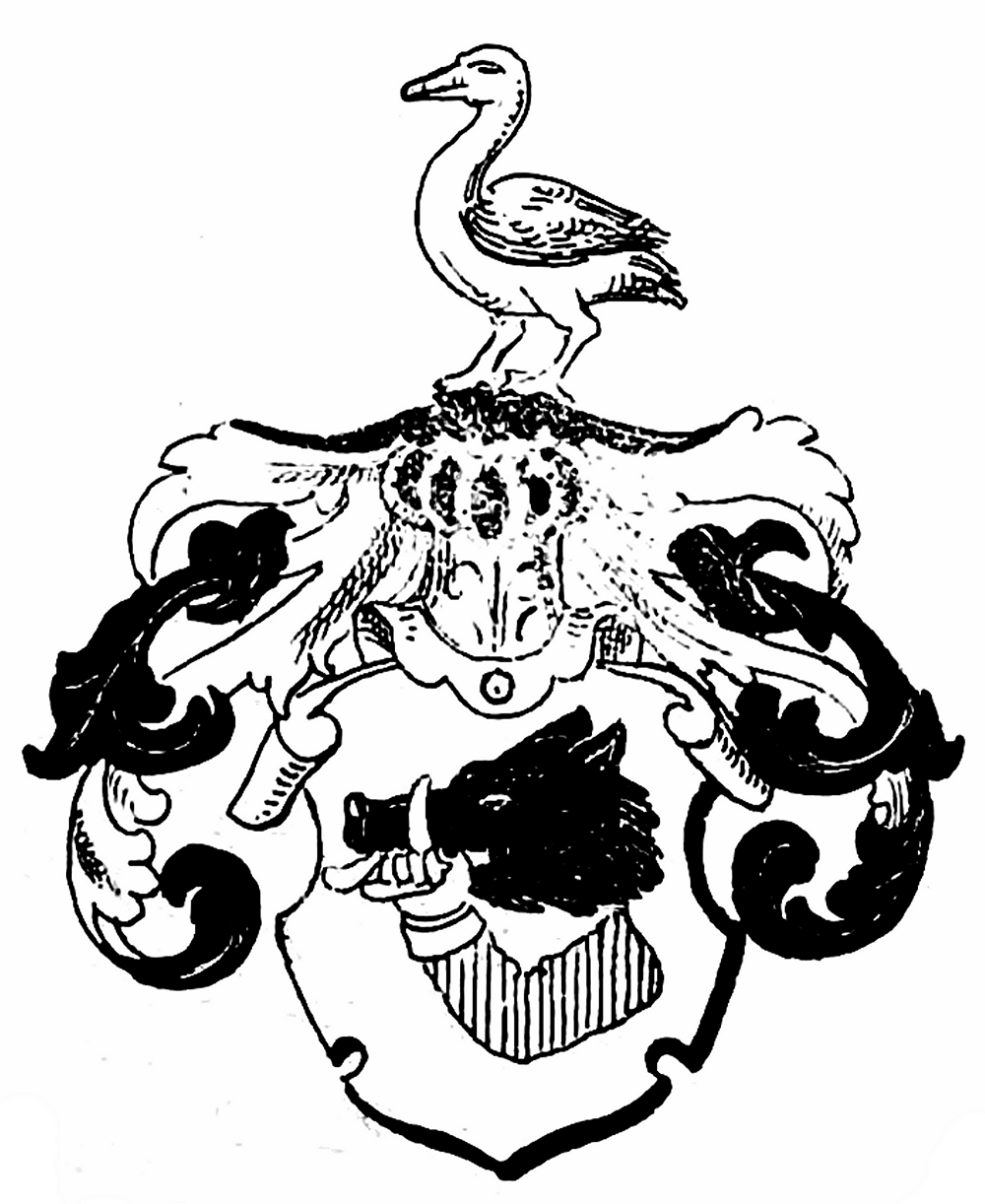
Wappen von Stwolinsky (Danwitz)

Sylvius Ferdinand von Stwolinsky (* 1717 in Schlesien; † 4. Juni 1787 in Minden) war preußischer Generalmajor, Chef des Infanterieregiments Nr. 10 sowie Ritter des Ordens Pour le Mérite.

## Leben
Er war der Sohn von Gottfried Leopold von Stwolinsky, Herr auf Naßadel, und dessen Ehefrau Rosine Sophie, geborene von Sternberg aus dem Hause Böhmisch-Rudelsdorf.
Er kam 1733 in preußische Dienste. Im Dezember 1740 wurde er Gefreitenkorporal im neuerrichteten Füsilier-Regiment Nr. 35, im Jahre 1752 wurde er Sekondeleutnant der Grenadiere. Am 19. Februar 1757 war er Stabshauptmann als das Regiment in seinen Quartieren bei Hirschfeld angegriffen wurde. Für seine Tapferkeit wurde er mit dem Pour le Merite ausgezeichnet. 1760 wurde er Major, 1771 Oberstleutnant. 1778 wurde er Oberst und Kommandant des Regiments. Am 6. August 1781 wurde er zum Generalmajor und Chef des Infanterieregiments Nr. 10 ernannt.
Stwolinsky starb 1787 unverheiratet in Minden.